# Liste der Monuments historiques in Ferney-Voltaire
Die Liste der Monuments historiques in Ferney-Voltaire führt die Monuments historiques in der französischen Gemeinde Ferney-Voltaire auf.

## Liste der Bauwerke
| Bezeichnung                   | Beschreibung | Standort                 | Kennzeichnung | Schutzstatus | Datum | Bild           |
| ----------------------------- | ------------ | ------------------------ | ------------- | ------------ | ----- | -------------- |
| Schloss                       |              | (Lage)                   | PA00116395    | Classé       | 1958  | weitere Bilder |
| Kirche Notre-Dame-Saint-André |              | Rue de Gex (Lage)        | PA00116396    | Classé       | 1988  | weitere Bilder |
| Brunnen                       |              | Rue de Meyrin (Lage)     | PA00116397    | Inscrit      | 1988  |                |
| Maison Racle                  |              | 33, rue de Genève (Lage) | PA00116398    | Inscrit      | 1986  |                |
| Maison de Loes                |              | 7, rue de Meyrin (Lage)  | PA00116399    | Inscrit      | 1988  | weitere Bilder |

## Liste der Objekte
- Monuments historiques (Objekte) in Ferney-Voltaire in der Base Palissy des französischen Kultusministeriums